# Jabad
Jabad (arab. يعبد; oficjalna pisownia w ang. Yabad) – palestyńskie miasto położone w muhafazie Dżanin, w Autonomii Palestyńskiej.

## Położenie
Miasto Dża'bad jest położone w północno-zachodniej części wzgórz Samarii, w odległości 12 km na zachód od miasta Dżanin.
W jego otoczeniu znajdują się wioski Zibda, Umm Dar, Tura al-Dżarbija, Nazlet Zeid i Kufeirit, oraz osiedla żydowskie Mewo Dotan i Chermesz. Na północ i północny wschód od miasta przebiega mur bezpieczeństwa, oddzielający terytorium Autonomii Palestyńskiej od państwa Izrael.

## Demografia
Według danych Palestyńskiego Centralnego Biura Statystycznego z 2007, miasto zajmowało powierzchnię 21,6 km². W mieście mieszkało wówczas 14 808 mieszkańców.

## Historia
W XVII-XVIII wieku wieś Dża'bad była znana z produkcji najlepszego sera w Samarii. Politycznie było rządzone przez arabski klan Kadri, który był sprzymierzony z najsilniejszym palestyńskim klanem rodziny al-Husajni.
W okresie brytyjskiego panowania nad Palestyną, w dniu 20 listopada 1935 w pobliżu wioski Dża'bad Brytyjczycy urządzili obławę na członków arabskiej organizacji paramilitarnej Czarna Ręka. Zginął wówczas szejk Izz ad-Din al-Kassam. Jego śmierć stała się legendą wśród palestyńskich Arabów. Podczas wojny domowej w Mandacie Palestyny w latach 1947-1948 w rejonie wioski działały siły Arabskiej Armii Wyzwoleńczej. Na początku I wojny izraelsko-arabskiej w maju 1948 obszar wioski zajęły wojska irackie. Pod koniec wojny zastąpił je jordański Legion Arabski, a Dża'bad znalazł się na terytorium okupowanym przez Jordanię.
W wyniku wojny sześciodniowej w 1967 Dża'bad znalazł się pod okupacją izraelską. Zawarte w 1983 Porozumienia z Oslo umożliwiło utworzenie Autonomii Palestyńskiej. Dża'bad został przekazany pod palestyńską administrację, jednak za sprawy bezpieczeństwa odpowiada izraelska armia. Na początku 2003 w pobliżu miasta wybudowano mur bezpieczeństwa, który oddzielił terytorium Autonomii Palestyńskiej od państwa Izrael. Powstanie muru spowodowało wzrost bezrobocia w mieście i okolicznych wioskach, które w 2006 osiągnęło poziom 88%.

## Polityka
W 2005 burmistrzem miasta został wybrany Walid Abadi.

## Edukacja
W mieście znajdują się szkoły dla chłopców Az Al-Deen i dla dziewcząt Abu Alaadis.

## Gospodarka
Podstawą lokalnej gospodarki jest rolnictwo. Większość tutejszych gruntów jest wykorzystywanych pod uprawy drzew oliwnych i zbóż. Ważnym źródłem dochodu jest także produkcja węgla drzewnego.
Poniżej znajduje się tabela ilustrująca wykorzystanie terenów należących do miasta:
| Rodzaj użytkowanych gruntów | hektary |
| --------------------------- | ------- |
| uprawy nawadniane           | 603,5   |
| uprawy oliwek               | 721     |
| uprawy zbóż                 | 995,5   |
| nieużytki                   | 2172,3  |
| zabudowane                  | 9,2     |

## Komunikacja
Z miasta wyjeżdża się na południe na drogę nr 585, którą jadąc na wschód dojeżdża się do drogi nr 60 i następnie do miasta Dżanin. Natomiast jadąc na zachód dojeżdża się do skrzyżowania z drogą nr 596, prowadzącą na północny zachód do przejścia granicznego z Izraelem. Podczas zaburzeń społecznych lub zamieszek arabskich, izraelska armia wprowadza ograniczenia w dostępności z tych dróg. Stanowią one linię komunikacyjną żydowskich osiedli Mewo Dotan i Chermesz, łączącą je z Izraelem. Wówczas mieszkańcy miasta Dża'bad są zmuszeni do korzystania z bocznych lokalnych dróg. Stanowi to duże utrudnienie w codziennym życiu.